# Kabinett Bolojan
Das Kabinett Bolojan bildet seit dem 23. Juni 2025 die Regierung von Rumänien. Es löst das Kabinett Ciolacu II ab und wurde von Präsident Nicușor Dan ernannt.
Der Koalitionsvertrag von PNL, PSD, USR, REPER (außerparlamentarische Partei mit einem Vertreter als Minister in der Regierung) und UDMR/RMDSZ sieht eine Amtszeitbegrenzung des PNL-Ministerpräsidenten Ilie Bolojan bis April 2027 mit einer anschließenden Ämterrochade an einen Sozialdemokraten vor.

## Kabinettsmitglieder
| Amt                                                                     | Bild | Name                                 | Partei                              |
| ----------------------------------------------------------------------- | ---- | ------------------------------------ | ----------------------------------- |
| Ministerpräsident                                                       |      | Ilie Bolojan                         | PNL                                 |
| stellvertretende Ministerpräsidenten                                    |      | Dragoș Anastasiu (bis 27. Juli 2025) | Parteiloser                         |
| stellvertretende Ministerpräsidenten                                    |      | Marian Neacșu                        | PSD                                 |
| stellvertretende Ministerpräsidenten                                    |      | Barna Tánczos                        | UDMR                                |
| stellvertretender Ministerpräsident Innenminister                       |      | Cătălin Predoiu                      | PNL                                 |
| stellvertretender Ministerpräsident Minister für Nationale Verteidigung |      | Ionuț Moșteanu                       | USR                                 |
| Minister für Landwirtschaft und ländliche Entwicklung                   |      | Florin-Ionuț Barbu                   | PSD                                 |
| Kulturminister                                                          |      | András István Demeter                | UDMR                                |
| Minister für Entwicklung, öffentliche Arbeiten und Verwaltung           |      | Attila Cseke                         | UDMR                                |
| Minister für Wirtschaft, Digitalisierung, Unternehmertum und Tourismus  |      | Radu-Dinel Miruță                    | USR                                 |
| Minister für Bildung und Forschung                                      |      | Daniel David                         | Parteiloser (vorgeschlagen von PNL) |
| Energieminister                                                         |      | Bogdan Ivan                          | PSD                                 |
| Ministerin für Umwelt, Wasser und Wälder                                |      | Diana Buzoianu                       | USR                                 |
| Finanzminister                                                          |      | Alexandru Nazare                     | PNL                                 |
| Außenministerin                                                         |      | Oana Țoiu                            | USR                                 |
| Gesundheitsminister                                                     |      | Alexandru Rogobete                   | PSD                                 |
| Minister für Investitionen und europäische Projekte                     |      | Dragoș Pîslaru                       | REPER (vorgeschlagen von PNL)       |
| Justizminister                                                          |      | Radu Marinescu                       | PSD                                 |
| Minister für Arbeit, Familie, Jugend und soziale Solidarität            |      | Florin Manole                        | PSD                                 |
| Minister für Verkehr und Infrastruktur                                  |      | Ciprian-Constantin Șerban            | PSD                                 |